# HD 70003
HD 70003，又名CD-36 4443，SAO 199059、HR 3267，是一颗恒星，视星等为6.7，位于銀經255.33，銀緯-0.88，其B1900.0坐标为赤經8h 14m 29.5s，赤緯-37° -0.88′ 46″。